# Vinobojka
Vinobojka (fitolaka, hermes, kermes, lat. Phytolacca), rod trajnica, vazdazelenog grmlja i drveća iz porodice kermesovki (vinobojkovke) kojemu pripada oko 20 priznatih vrsta. U Hrvatskoj su poznate vrste američki kermes ili američka vinobojka, koja je u 18. stoljeću uvezena iz Sjeverne Amerike u Europu. Druga vrsta je Phytolacca acinosa porijeklom iz Kine i Koreje, a u Europu, Sjevernu Ameriku i japan, također je uvezena.
Ime roda dolazi iz grčke riječi phyton (biljka) i lacca (crvena boja), je se iz bnjezinih plodova dobivala crvena boja. Naziv vinobojka dolazi opet po tome što se koristila za popravljanje boje vinima.

## Vrste
1. Phytolacca acinosa Roxb.
2. Phytolacca americana L.
3. Phytolacca bogotensis Kunth
4. Phytolacca chilensis (Moq.) H.Walter
5. Phytolacca cyclopetala H.Walter
6. Phytolacca dioica L.
7. Phytolacca dodecandra L'Hér.
8. Phytolacca exiensis D.G.Zhang, L.Q.Huang & D.Xie
9. Phytolacca goudotii Briq.
10. Phytolacca heptandra Retz.
11. Phytolacca heterotepala H.Walter
12. Phytolacca icosandra L.
13. Phytolacca japonica Makino
14. Phytolacca latbenia (Moq.) Maxim.
15. Phytolacca meziana H.Walter
16. Phytolacca octandra L.
17. Phytolacca polyandra Batalin
18. Phytolacca pruinosa Fenzl
19. Phytolacca rivinoides Kunth & C.D.Bouché
20. Phytolacca rugosa A.Braun & C.D.Bouché
21. Phytolacca sandwicensis Endl.
22. Phytolacca sanguinea H.Walter
23. Phytolacca tetramera Hauman
24. Phytolacca thyrsiflora Fenzl ex J.A.Schmidt